# Adolfo Mecca
Adolfo Froilán Mecca (Buenos Aires, Argentina, 23 de octubre de 1949) es un exfutbolista argentino que jugaba como delantero.

## Carrera

### Vélez
Mecca debutó en Vélez en 1970 y llegó a la final de la Copa Argentina, marcando un gol en la final de ida, pero la final de vuelta no se disputó. En el metropolitano de 1971 terminó en segunda posición, a un punto del primero.

### River Plate
En 1974 llegó a River, pero su paso por el millonario, duró solamente una temporada.

### Independiente Medellín
En 1975 tendría su primera experiencia jugando en el exterior, cuando viajó a Colombia, para jugar en DIM.

### All Boys
En 1976 volvió a Argentina para jugar en All Boys.

### Deportivo Maipú
En 1977 llega a Deportivo Maipú, pero uno de los partidos más destacados en su paso por Mendoza no fue con la camiseta de los cruzados, fue con la de Godoy Cruz, cuando el tomba se empató con la selección de Polonia y Mecca jugó como refuerzo.

### Atlético Tucumán
En 1978 llegó a Atlético Tucumán, teniendo un gran año, al ganar la Liga Tucumana y terminar tercero en su grupo, por diferencia de un gol, del Nacional 1978. En 1979 se consagró campeón tucumano y en el Nacional 1979 llegó hasta semifinales. Jugó en Atlético hasta 1981, disputando 130 partidos y marcando 30 goles.

### Defensores Unidos
En 1982 jugó para Defensores Unidos.

## Clubes
| Club              | País      |
| ----------------- | --------- |
| Vélez Sarsfield   | Argentina |
| River Plate       | Argentina |
| DIM               | Colombia  |
| All Boys          | Argentina |
| Deportivo Maipú   | Argentina |
| Atlético Tucumán  | Argentina |
| Defensores Unidos | Argentina |

## Palmarés
| Título        | Equipo           | País      | Año  |
| ------------- | ---------------- | --------- | ---- |
| Liga Tucumana | Atlético Tucumán | Argentina | 1978 |
| Liga Tucumana | Atlético Tucumán | Argentina | 1979 |